# Hiéroglyphe égyptien G30
Les trois jabirus, en hiéroglyphes égyptiens, sont classifiés dans la section G « Oiseaux » de la liste de Gardiner ; cet hiéroglyphe y est noté G30. 

## Représentation
Il représente la combinaison en monogramme de trois oiseaux bȝ, qui est probablement un jabiru d'Afrique (Ephippiorhynchus senegalensis), la « goutte pectorale » particulièrement grande est peut être un souvenir des caroncules du jabiru mâle (le jabiru ayant visiblement disparu d'Égypte au début de l'aire pharaonique). Il est translittéré bȝw.

## Utilisation
| G30 |

| G30 |